# Стара Гута (гміна Картузи)
Стара Гута (пол. Stara Huta, нім. Starahutta) — село в Польщі, у гміні Картузи Картузького повіту Поморського воєводства.
Населення — 249 осіб (2011).
У 1975-1998 роках село належало до Гданського воєводства.

## Демографія
Демографічна структура станом на 31 березня 2011 року:
|          | Загалом | Допрацездатний вік | Працездатний вік | Постпрацездатний вік |
| -------- | ------- | ------------------ | ---------------- | -------------------- |
| Чоловіки | 122     | 31                 | 84               | 7                    |
| Жінки    | 127     | 29                 | 83               | 15                   |
| Разом    | 249     | 60                 | 167              | 22                   |